# Garanterat restvärde
Garanterat restvärde används oftast som benämning inom leasingavtal och innebär den kvarvarande skulden efter att leasingtiden gått ut. Garanterat restvärde är således det maximala belopp som leasetagaren kan bli skyldig att betala vid förvärv av objektet vid leasingperiodens slut.

## Källa
- "Redovisning av hyres-/leasingavtal", s.3,  Publikation 13.1 från Rådet för Kommunal Redovisning, december 2006 (pdf-format)